# Люди-тіні (фільм)
«Люди-тіні» (англ. The Shadow Men) — американський фантастичний трилер 1997 року.

## Сюжет
Повертаючись додому пізно вночі, після подорожі, сім'я Вілсонів бачить у небі величезну засліплюючу кулю. Після цього випадку всіх їх стали переслідувати кошмарні сни. Пізніше, переглядаючи відеозапис зроблений на відпочинку, вони бачать кадри випадково зняті відеокамерою, з іншопланетянами, які підходять до їх автомобіля коли Вілсони знаходилися без свідомості. Ні поліція, ні співробітники центру космічних досліджень допомагати їм не хочуть. Єдиний, хто розуміє масштаб загрози, це дивакуватий вчений Стен Міллс, який вивчає НЛО довгі роки.

## У ролях
| Актор                | Роль               |
| -------------------- | ------------------ |
| Ерік Робертс         | Боб Вілсон         |
| Шерилін Фенн         | Дез Вілсон         |
| Дін Стоквелл         | Стен Міллс         |
| Брендон Райан Баррет | Енді Вілсон        |
| Ендрю Прайн          | людина в чорному 1 |
| Кріс МакКарті        | людина в чорному 2 |
| Том Постер           | людина в чорному 3 |
| Валері Свіфт         | Джейн              |
| Ганс Хоус            | супутній           |
| Девід Бове           | Гаррі              |
| Ліза Дінкінс         | сержант            |
| Трева Тегтмейер      | секретар           |
| Роберт Бергер        | детектив           |
| Бенджамін Браун      | поліцейський 1     |
| Бен Слек             | доктор             |
| Кейт Еткінсон        | адвокат            |